# Степанов, Владимир Иванович (артист балета)

Хореографическая партитура Степанова

Влади́мир Ива́нович Степа́нов (17(29) июня 1866 — 16 (28) января 1896) — артист балета Мариинского театра, создатель собственной системы записи танца.

## Биография
В 1885 году окончил Петербургское театральное училище и был принят в петербургскую труппу императорских театров, танцевал в кордебалете Мариинского театра.
Разработал так называемую «нотнолинейную» систему записи балетного танца, зашифровывая каждое движение подобно музыкальным знакам. Ввёл термин «хореографическая партитура», позднее ставший широко применяемым. При разработке своей системы он в течение двух лет посещал лекции по антропологии и анатомии в Петербургском университете, после чего был командирован за счёт дирекции императорских театров для усовершенствования в Париж, где продолжил работу над своим изобретением. Результатом работы стала изданная в 1892 году в Париже книга под названием «Азбука движений человеческого тела» (Alphabet des mouvements du corps humain).
Вернувшись в Петербург, Степанов продемонстрировал свою методику дирекции императорских театров, и специальная комиссия утвердила её. В 1885 году он поставил в Мариинском театре балет на музыку Ц. Пуни «Мечта художника», используя свою систему и восстановив хореографию Жюля Перро 1848 года.
В 1893—1895 годах Степанов был допущен обучать своей методике учеников Императорского театрального училища, а затем командирован в Москву для преподавания в Московском театральном училище. Следуя его системе, ученики записывали и разучивали как небольшие танцевальные фрагменты, так и целые балетные спектакли. Среди учеников, занимавшихся у него танцевальной нотацией, были Александр Горский, Тамара Карсавина, Николай Сергеев — из них последний хорошо освоил и успешно использовал этот метод.
Скоропостижно скончался в 1896 году. Похоронен на Ваганьковском кладбище; могила утрачена.

## Наследие
Танцовщик, а затем главный режиссёр балетной труппы Мариинского театра Николай Сергеев использовал систему Степанова для записи балетов из репертуара театра, привлекая к работе и других артистов. С 1903 года ему стал активно помогать Александр Чекрыгин, с которым они совместно записали несколько балетов, а затем Николай Кремнёв, Виктор Рахманов и др. Сергеев так активно работал в этой области, что многие стали называть систему его именем. Это вызвало возмущение со стороны вдовы Владимира Степанова, балерины той же труппы Марии Эрлер, обратившейся с гневным письмом в прессу. Справедливость была восстановлена, а Сергеев продолжил свою деятельность.
После того, как разразилась революция, в 1918 году Сергеев эмигрировал, захватив с собой большой архив, в том числе записи 27 балетов Мариуса Петипа, Льва Иванова и других петербургских хореографов. По этим записям он ставил спектакли в различных европейских театрах. После смерти Сергеева его архив, сменив нескольких владельцев, в 1969 году был продан в Гарвардский университет (США). Все записи из «коллекции Сергеева» находятся в открытом доступе и активно используются балетмейстерами разных стран при восстановлениях классических балетов.